# Strikeforce Challengers: Larkin vs. Rossborough
Strikeforce Challengers: Larkin vs. Rossborough foi um evento de artes marciais mistas promovido pelo Strikeforce. O décimo nono episódio do Challengers ocorreu em 23 de setembro de 2011, no Palms Casino Resort em Las Vegas, Nevada.

## Background
Julie Kedzie estava originalmente escalada para encarar Germaine de Randamie, mas desistiu devido a uma lesão .
Virgil Zwicker estava marcado para enfrentar Lorenz Larkin no evento principal, mas desisitu devido a uma lesão também. 
Jerron Peoples estava originalmente escalado para lutar com Joe Ray, porém se machucou nos treinos. 